# Сельцо (Большесельский район)
Сельцо — деревня в Большесельском районе Ярославской области России. 
В рамках организации местного самоуправления входит в Большесельское сельское поселение, в рамках административно-территориального устройства — в Большесельский сельский округ.

## География
Расположена в 57 километрах к западу от Ярославля, на северо-восточной границе райцентра, села Большое Село. 

## История
В селе существовала церковь Святого Симеона Богоприимца и Анны Пророчицы, построенная в 1787 году и разрушенная в советское время. В церкви было два престола: Святого Симеона Богоприимца и Святого Апостола и Евангелиста Иоанна Богослова. 
В конце XIX — начале XX века село входило в состав Никольской волости Рыбинского уезда Ярославской губернии.
С 1929 года деревня входила в состав Большесельского сельсовета Угличского района, с 1935 года — в составе Большесельского района, с 2005 года — в составе Большесельского сельского поселения.

## Население
| 1859 | 1914 | 2002 | 2007 | 2010 |
| ---- | ---- | ---- | ---- | ---- |
| 96   | ↘83  | ↗254 | →254 | ↗288 |

Согласно результатам переписи 2002 года, в национальной структуре населения русские составляли 98 % из 254 жителей.